# Niittuluoto (ö i Satakunta)
Niittuluoto är en ö i Finland. Den ligger i Haudanselkä ocm är en del av sjön Isojärvi och i kommunen Siikais i den ekonomiska regionen  Norra Satakunta ekonomiska region  och landskapet Satakunta, i den sydvästra delen av landet, 250 km nordväst om huvudstaden Helsingfors. Öns area är 3,6 hektar och dess största längd är 290 meter i öst-västlig riktning.